# Douglas F3D Skyknight
Дуглас F3D «Скайнайт» (англ. Douglas F3D Skyknight; після 1962 р отримав назву F-10) — американський двомоторний реактивний винищувач із середнім розташуванням крила, розроблений та виготовлений компанією Douglas Aircraft Company.
Він був розроблений у відповідь на вимогу ВМС США 1945 року щодо реактивного нічного винищувача для палубного базування, оснащеного радаром. Початковий контракт було укладено з Douglas 3 квітня 1946 року. Прототип XF3D-1 здійснив свій перший політ 23 березня 1948 року. У червні 1948 року було отримано контракт на виробництво 28 серійних літаків F3D-1.
F3D перебував на озброєнні ВМС США та Корпусу морської піхоти США . Його основним завданням було виявлення та знищення ворожих літаків вночі. Skyknight не випускався у великій кількості, проте він досяг численних першостей у ролі нічного винищувача під час Корейської війни, де цей тип часто супроводжував Boeing B-29 Superfortress під час нічних бомбардувань. Він збив кілька радянських МіГ-15 як нічний винищувач над Кореєю. Він зазнав лише однієї втрати в повітрі проти китайського МіГ-15, яка сталася в ніч на 29 травня 1953 року. «Скайнайт» збив над Кореєю більше ворожих літаків, ніж будь-який інший військово-морський літак. Загалом було виготовлено 237 F3D-2, перш ніж виробництво було припинено 23 березня 1952 року. Після Корейської війни F3D поступово замінювався потужнішими літаками з кращими радіолокаційними системами.
«Скайнайт» відіграв важливу роль у розробці радіолокаційно-керованої ракети AIM-7 Sparrow, що призвело до подальшого розвитку керованих ракет класу «повітря-повітря» . Він також служив платформою радіоелектронної боротьби у війні у В'єтнамі як попередник EA-6A Intruder та EA-6B Prowler.

## Варіанти

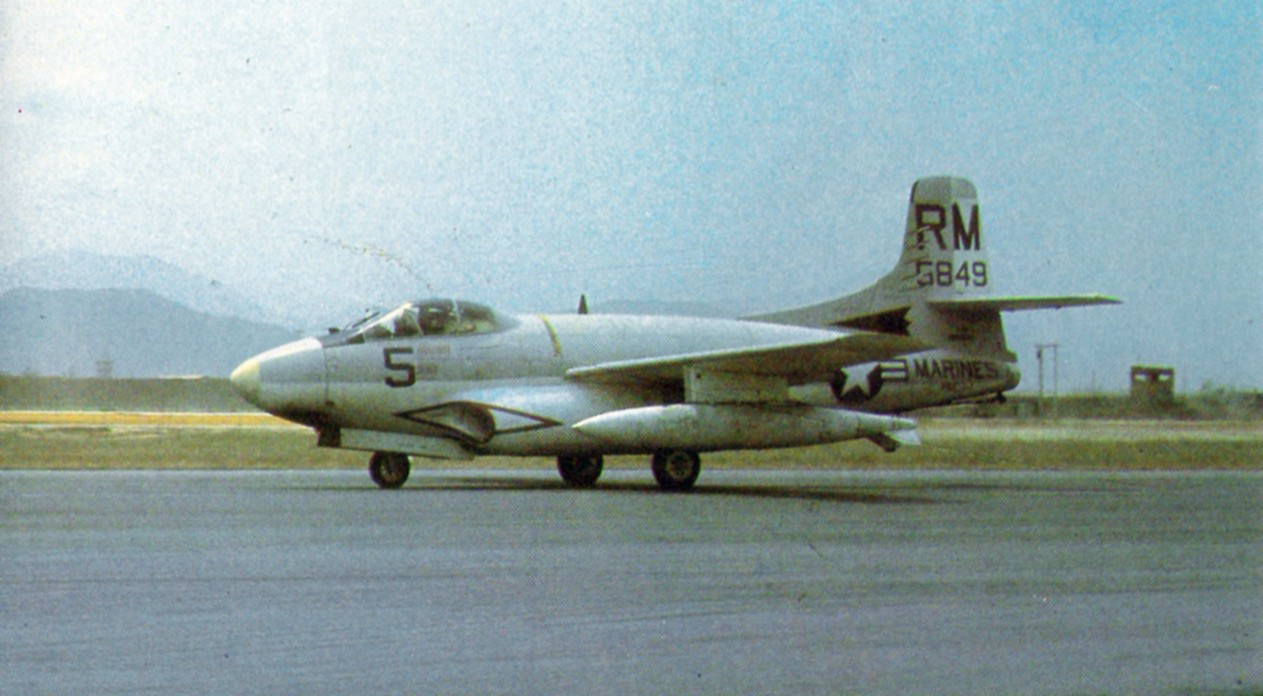
EF-10B Skyknight з VMCJ-1 у Данангу, Південний В'єтнам, у другій половині 1960-х років

- XF3D-1 — Дослідний літак, побудовано 3.

- F3D-1 — Двомісний всепогодний денний або нічний винищувач, побудовано лише 28 одиниць. Перший політ: 13 лютого 1950 року. F3D-1 в основному використовувалися для навчання екіпажів, таким чином, ця модель не брала участі в бойових діях у Корейській війні.

- F3D-2 — основна модифікація F3D, побудовано 237 літаків. Перший політ: 14 лютого 1951 року.[5][6][7]